# Сокольники (Зеленоградский район)
Сокольники — посёлок в Зеленоградском районе Калининградской области. До 2016 года входил в состав Ковровского сельского поселения.

## Население
| 2002 | 2010 |
| ---- | ---- |
| 58   | ↘57  |

В 1905 году в Вайтишкен проживали 39 жителей, в 1910 году — 28.

## История
В 1946 году Вайшкиттен а был переименован в поселок Низовка.
Прежние название на немецком языке:	Weischkitten bis 1946